# Kvarteret Apollo

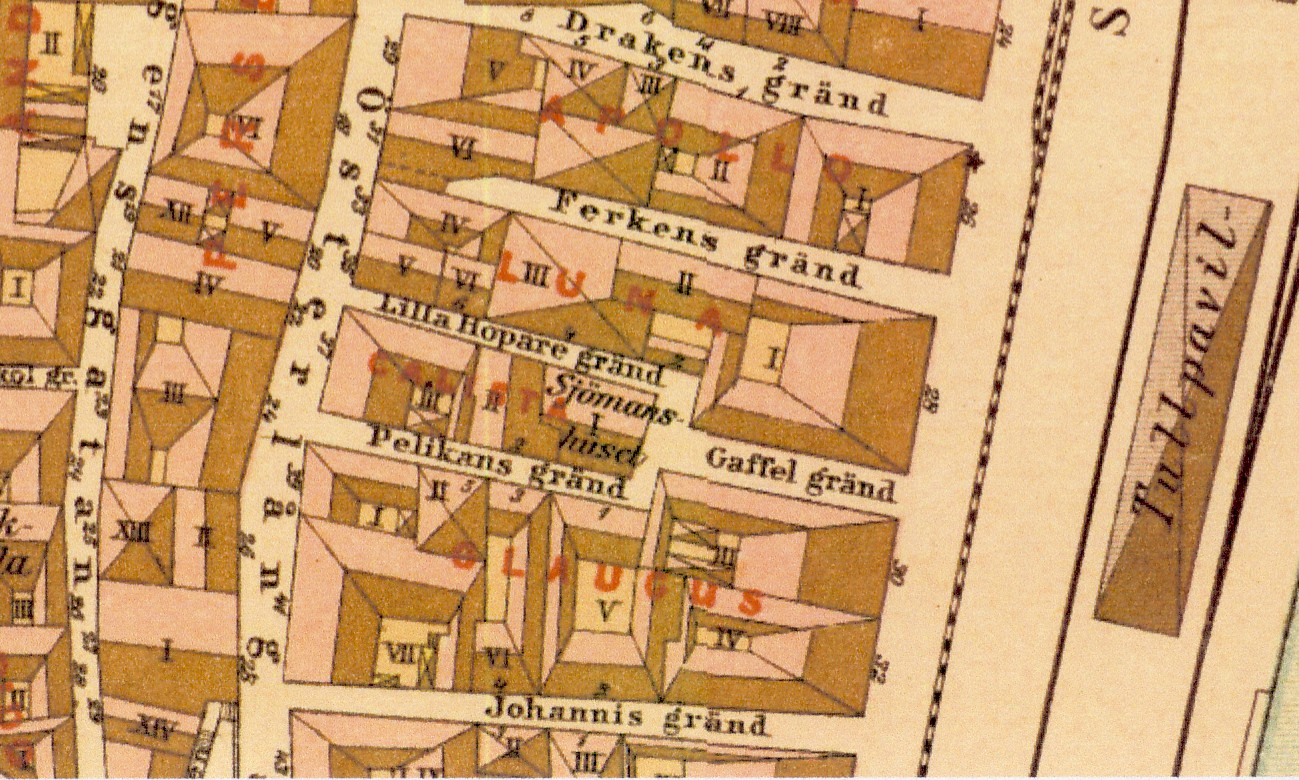
Kvarteret Apollo på A.R. Lundgrens karta, 1885

Kvarteret Apollo är ett kvarter i Gamla stan i Stockholm. Kvarteret omges av Drakens gränd i norr, Österlånggatan i väster, Skeppsbron i öster och Ferkens gränd i söder.  Kvarteret består av fyra fastigheter: Apollo 1 och Apollo 5–7. I fastigheten Apollo 5 tillbringade den blivande amerikanske presidenten John Quincy Adams  1782 sex veckor på sitt Sverigebesök.

## Namnet

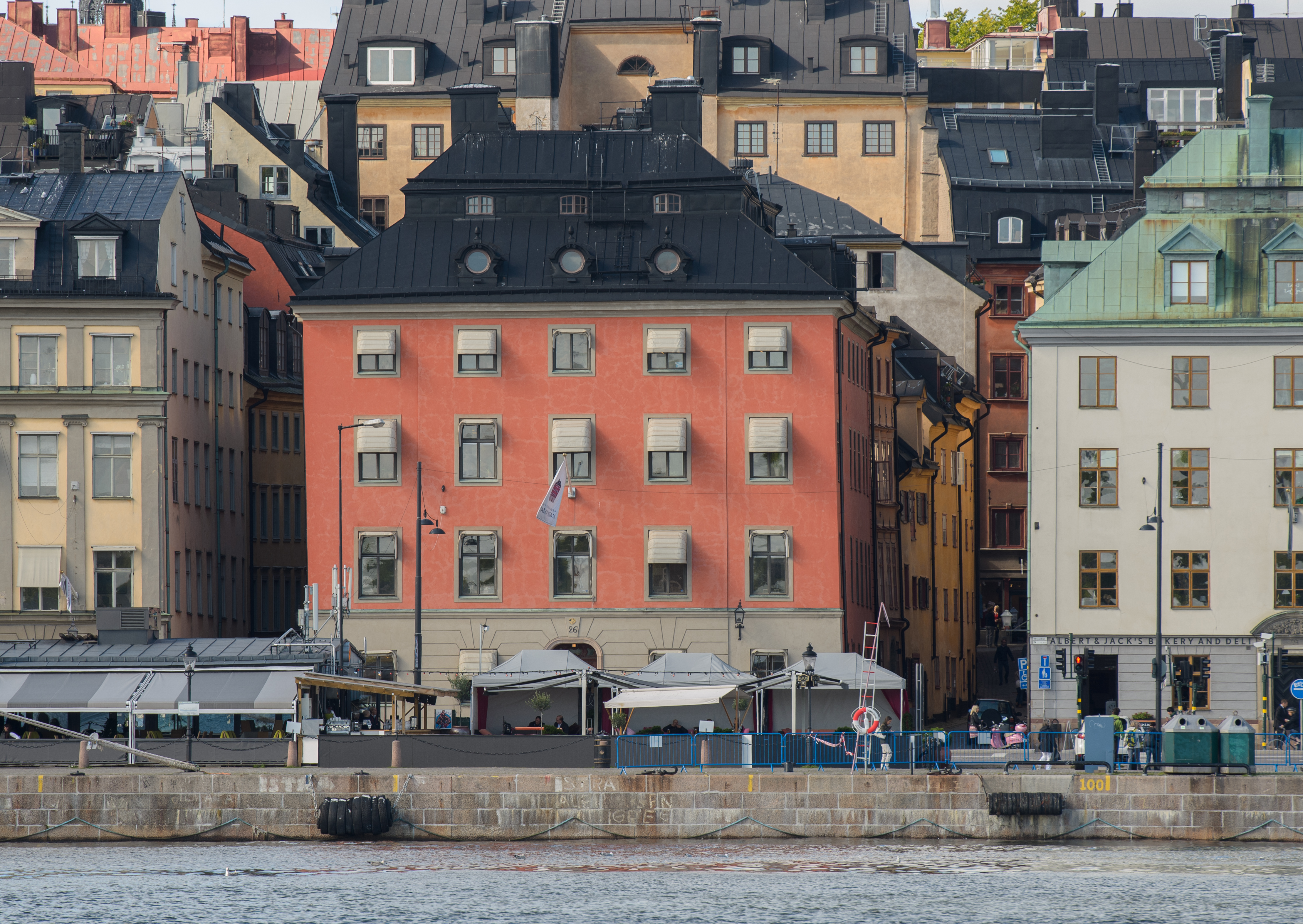
Fastigheten Apollo 1 (Pauliska huset, Skeppsbron 26) från öster, 2012.

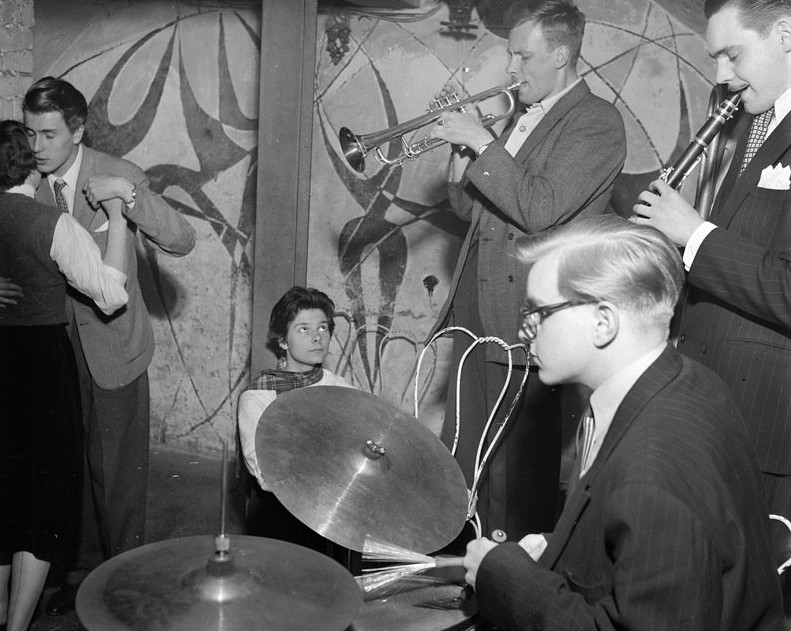
Jazzklubben Gazell Club 1952.

Nästan samtliga kvartersnamn i Gamla stan tillkom under 1600-talets senare del och är uppkallade efter begrepp (främst gudar) ur den grekiska och romerska mytologin. ”Apollo” (på grekiska Apollon) var i den romerska mytologin ljusets och konsternas gud.

## Kvarteret
Mot öster ligger Apollo 1 (Skeppsbron 26) med en enda byggnad som uppfördes på 1680-talet för rådman Anders Henriksson efter ritningar av Nicodemus Tessin d.ä.. Huset kallas Pauliska huset efter fabrikören Nicolaus Pauli, som ägde fastigheten på 1760-talet. På 1930-talet ägdes fastigheten av Försäkrings AB Ocean.
Fastigheten Apollo 7 består av flera hus som sträcker sig genom hela kvarteret mellan Drakens gränd och Ferkens gränd. Husen härrör från 1660- och 1700-talen. I slutet av 1960-talet utfördes en fullständig ombyggnad efter ritningar av arkitekt Per-Olof Olsson.
Mot väster ligger Apollo 5 och 6 (Österlånggatan 29 och 31). Här är kvarteret sammanbyggt med kvarteret Luna (Österlånggatan 31) och ett lågt valv öppnar sig mot Ferkens gränd.
Mellan 1660 och 1775 låg i nuvarande Apollo 5 (Österlånggatan 29/ Ferkens gränd) Källaren Draken i bottenvåningen (därav grändens namn). Till stamgäster hörde Carl von Linné och Carl Michael Bellman. På Linnés tid hette stället Lars på hörnet efter innehavaren Lars Beckström. År 1782 låg här källaren Sveriges Vapen där den blivande amerikanske presidenten John Quincy Adams på sitt Sverigebesök bodde sex veckor mellan den 23 november och den 31 december 1782.
I samma fastighet öppnade 1950 i källaren jazzklubben Gazell Club av skivbolaget Gazell. Här arrangerades dans och traditionell jazz samt jazzskola på måndagarna. Stället renoverades och nyinvigdes 1968 men lades ner 1970. I början av 1970-talet utfördes, tillsammans med grannhuset Apollo 6, en genomgripande inre ombyggnad av fastigheten. För utformningen stod AOS Arkitekter.
I huset mot Ferkens gränd låg i början av 1600-talet Michel Wossins gårkök där han sålde färdiglagad mat. Kökets skylt föreställde en späd gris, på tyska "Ferkel", vilket i folkmun förvanskades till "Ferken" och blev även grändens namn.